# Georges Tomb
 (mai 2022).
 (mai 2022).
La mise en forme du texte ne suit pas les recommandations de Wikipédia : il faut le « wikifier ».
Les points d'amélioration suivants sont les cas les plus fréquents. Le détail des points à revoir est peut-être précisé sur la page de discussion.
- Les titres sont pré-formatés par le logiciel. Ils ne sont ni en capitales, ni en gras.
- Le texte ne doit pas être écrit en capitales (les noms de famille non plus), ni en gras, ni en italique, ni en « petit »…
- Le gras n'est utilisé que pour surligner le titre de l'article dans l'introduction, une seule fois.
- L'italique est rarement utilisé : mots en langue étrangère, titres d'œuvres, noms de bateaux, etc.
- Les citations ne sont pas en italique mais en corps de texte normal. Elles sont entourées par des guillemets français : « et ».
- Les listes à puces sont à éviter, des paragraphes rédigés étant largement préférés. Les tableaux sont à réserver à la présentation de données structurées (résultats, etc.).
- Les appels de note de bas de page (petits chiffres en exposant, introduits par l'outil «  Source ») sont à placer entre la fin de phrase et le point final[comme ça].
- Les liens internes (vers d'autres articles de Wikipédia) sont à choisir avec parcimonie. Créez des liens vers des articles approfondissant le sujet. Les termes génériques sans rapport avec le sujet sont à éviter, ainsi que les répétitions de liens vers un même terme.
- Les liens externes sont à placer uniquement dans une section « Liens externes », à la fin de l'article. Ces liens sont à choisir avec parcimonie suivant les règles définies. Si un lien sert de source à l'article, son insertion dans le texte est à faire par les notes de bas de page.
- La présentation des références doit suivre les conventions bibliographiques. Il est recommandé d'utiliser les modèles {{Ouvrage}}, {{Chapitre}}, {{Article}}, {{Lien web}} et/ou {{Bibliographie}}. Le mode d'édition visuel peut mettre en forme automatiquement les références.
- Insérer une infobox (cadre d'informations à droite) n'est pas obligatoire pour parachever la mise en page.

Pour une aide détaillée, merci de consulter Aide:Wikification.
Si vous pensez que ces points ont été résolus, vous pouvez retirer ce bandeau et améliorer la mise en forme d'un autre article.
Pour les articles homonymes, voir Tomb.
Georges Tomb,  né le 20 novembre 1992 à Beyrouth, est un compositeur et pianiste concertiste libanais.

## Vie et carrière
Élevé dans une famille d'artistes professionnels, Tomb fait de la musique depuis l'âge de quatre ans. C'est un jeune compositeur. 
Tomb fut le plus jeune de son pays à voir sa musique interprétée par l'Orchestre philharmonique du Liban sous la direction de la cheffe d'orchestre libano-américaine Dr. Joanna Nachef  (2014). Il a ensuite donné un concert avec l'Orchestre national de Jordanie au Centre culturel royal d'Amman sous le patronage de la reine Noor Al-Hussein (2015). La même année, certaines de ses compositions sont jouées par l'Orchestre à Cordes de Vienne, sous la direction de Dimitrie Leivici, au château de Baden (Vienne).

## Composition de musiques de films
À côté des missions de musique classique, Tomb vient de terminer la musique du film australien Enough! L'heure la plus sombre du Liban du réalisateur Daizy Gedeon (Spectrum Films Production), qui a été présenté au Festival de Cannes.
Tomb a reçu sur cette bande originale australienne le "Outstanding Excellence Award for Original Score" au DWB Film Festival dans le Delaware USA (2022) et le meilleur long métrage musical au Hollywood International Golden Age Festival à New York USA (2022).
Il sera également le marqueur officiel du prochain film de Suzan Marya Baronoff, lauréate d'un Emmy Award.
Un autre film du producteur hollywoodien de Terminator, Basic Instinct, Rambo, Mario Kassar, est en ligne pour l'année 2023.
Tomb travaille également sur la musique d'un film sur le génocide arménien, produit par Nelly Achken, lauréate d'un Emmy Award.
Les futurs projets sont légion. Parmi eux, un concert programmé avec le chef d'orchestre italien Luca Ballabio à Lugano, en Suisse (novembre 2022).

## Récompenses
Tomb est également le compositeur commandé de Pinocchio, un ballet italien qui sera créé en 2022 par le Balletto del Sud à l'Opéra de Lecce avec la participation du chorégraphe primé Freddy Franzutti, avant de se lancer dans une tournée internationale comprenant, entre autres, le Royal Albert Hall (Londres) et le Kings Theatre (New York).
Il reçoit à l'âge de 10 ans, le Talent Award de la Première Dame du Liban, Mme Andrée Lahoud (palais présidentiel, 2002). En 2018, il a été choisi par la compagnie Mont Blanc pour être son ambassadeur des arts au Moyen-Orient. 
Tomb est membre de la SACEM Paris (Société des Auteurs, Compositeurs et Éditeurs de Musique) depuis 2012, et de l'ASCAP (American Society of Composers, Authors and Publishers) depuis 2015.